# Bothrops bilineatus
Bothrops bilineatus är en ormart som beskrevs av Wied-Neuwied 1825. Bothrops bilineatus ingår i släktet Bothrops och familjen huggormar.
Arten förekommer i norra Sydamerika från Colombia och Venezuela till norra Bolivia och centrala Brasilien. Honor lägger inga ägg utan föder levande ungar.

## Underarter
Arten delas in i följande underarter:
- B. b. bilineata
- B. b. smaragdina